# Gloria Romero
Gloria Anne Borrego Galla (16 de desembre de 1933 - 25 de gener de 2025), coneguda professionalment com a Gloria Romero, va ser una actriu filipina. Amb una carrera de 70 anys, va aparèixer en més de 250 pel·lícules i produccions de televisió. Sovint coneguda com la "Reina del cinema filipí", era coneguda pel seu sofisticat personatge de pantalla i un estil d'actuació moderada. Romero va ser l'actriu de cinema més ben pagada de les Filipines a la dècada de 1950 i va ser una de les que atreia més públic a les sales de cinema durant gairebé dues dècades, cosa que la va convertir en una de les principals estrelles de l'etapa coneguda com a primera Edat d'Or del cinema filipí.
Romero va començar a aparèixer com a figurant a 16 anys. Després d'una sèrie de papers cinematogràfics menors, va iniciar la trajectòria amb un paper secundari a Madame X (1952) i va guanyar el seu primer premi FAMAS a la millor actriu per interpretar una noia fumadora de tabac a Dalagang Ilocana (1954). Va continuar guanyant èxit pels seus papers protagonistes en comèdies romàntiques, personatges popularitzats en còmics i noves versions de pel·lícules musicals d'abans de la guerra. Els altres papers principals de Romero nominats al premi FAMAS van ser a Alaalang Banal (1958), Ikaw Ang Aking Buhay (1959) i Iginuhit ng Tadhana (1965).
Després de desvincular-se de la productora Sampaguita Pictures a mitjans de la dècada del 1960, Romero va continuar interpretant papers principals i secundaris de diferents gèneres en els anys següents i va interpretar personatges més foscos i moralment ambigus a Condemned (1984), Saan Nagtatago ang Pag-ibig? (1987), Nagbabagang Luha (1988) i Bilangin ang Bituin sa Langit (1989), totes elles nominades al premi FAMAS a la millor actriu de repartiment, premi que va guanyar pel drama romàntic Nagbabagang Luha. Durant aquest període, va començar a aparèixer en nombroses sèries de televisió siguin comèdies o siguin drames, com Palibhasa Lalake (1987) i Daig Kayo ng Lola Ko (2017), que va ser el seu darrer projecte televisiu. La fama de Romero va tornar a reeixir als anys 2000 pels seus papers a Tanging Yaman (2000), Bahay ni Lola (2001), Magnifico (2003), Beautiful Life (2004) i Fuchsia (2009), a més de Tarima (2010) i Rainbow's Sunset (2018), la qual va ser l'última aparició al cinema.
Romero va rebre diferents premis a la trajectòria atorgats per institucions públiques i premis de cinema, inclosos els premis Luna el 2002, els FAMAS, els Gawad Urian (tots dos el 2004), la Junta de Revisió i Classificació de Cinema i Televisió el 2009 i el Consell pel Desenvolupament Cinematogràfic de les Filipines el 2024. La Comissió Nacional per a la Cultura i les Arts també li va lliurar el PAMAAS Gintong Bai el 2005 per haver contribuït a la preservació i el desenvolupament de les arts i la cultura filipines, mentre que la Corporació Postal de Filipines va honrar Romero amb un segell commemoratiu el 2022 per dedicar la seva vida i talent al poble filipí.